# Friedrich Wilhelm Ernst Haas
Friedrich Wilhelm Ernst Haas (* 17. Mai 1815 in Dillenburg; † 24. Mai 1865 ebenda) war ein deutscher Eisenhüttenfabrikant.

## Leben
Friedrich Wilhelm  Ernst Haas wurde als Sohn des Firmengründers Wilhelm Ernst Haas (1784–1864) und dessen Ehefrau Maria Johanna Koch geboren.
Am 4. Februar 1840 heiratete er Magdalene Silbereisen (1821–1896). Aus der Ehe gingen die Söhne Rudolf (1843–1916) und Hans Albert (* 1844) sowie die Tochter Johanna (1845–1876, ∞ Hüttenbesitzer Oskar Herwig) hervor.

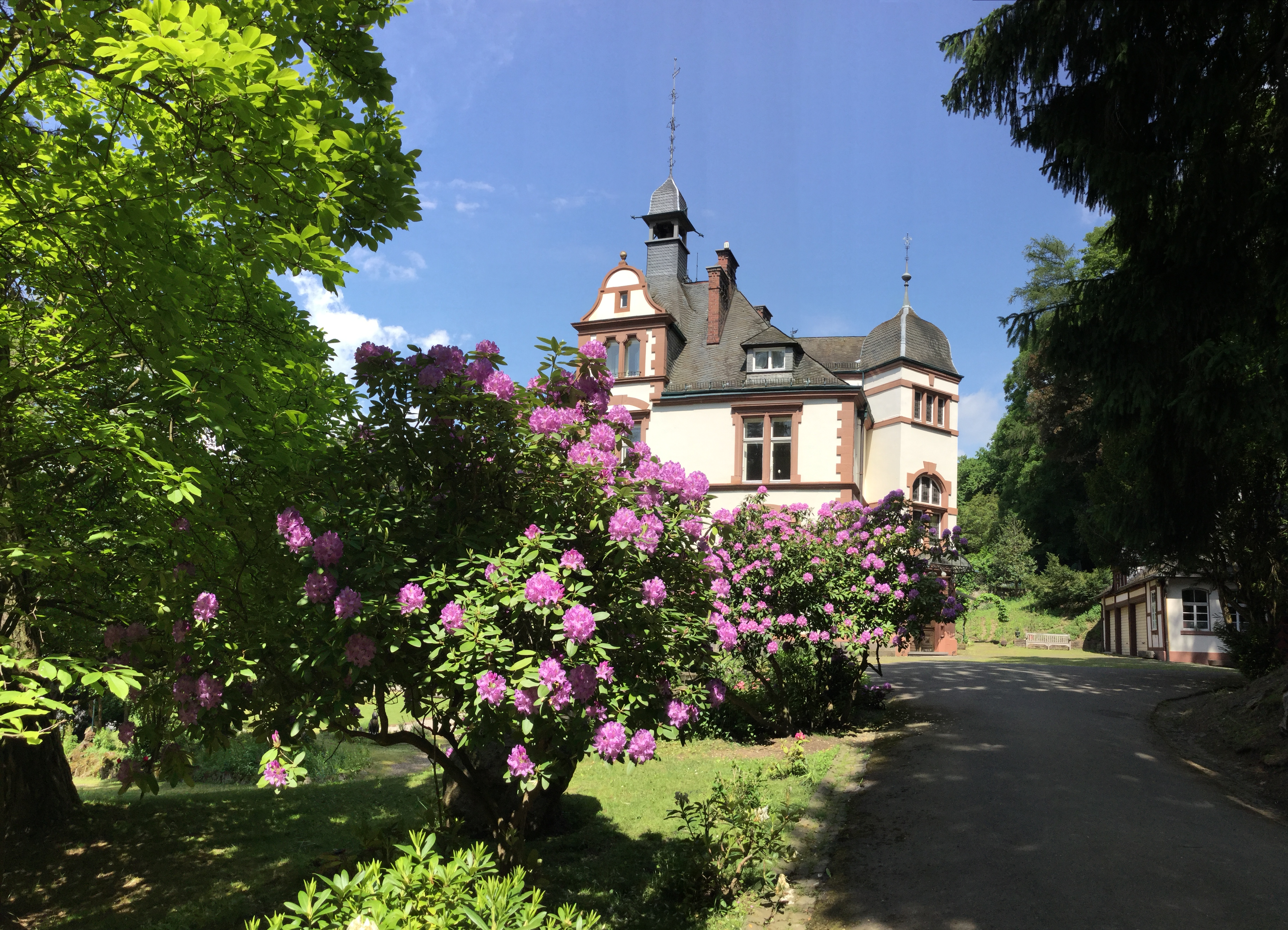
Villa Haas in Sinn, von Rudolf Haas errichtet

Am  26. Mai 1854  kaufte er zusammen mit seiner Frau Magdalene sowie seinem Vater von der Familie Treupel die Neuhoffnungshütte in Sinn. Der Kaufpreis lag bei 185.500 nassauische Gulden, zur damaligen Zeit eine beträchtliche Summe. Kernbetrieb war anfangs  die Eisengießerei, die hochwertige Ofenproduktion rückte später in  den Mittelpunkt des Geschäftsbetriebs.
Die neuen Besitzer führten fortan die Firmenbezeichnung „W. Ernst Haas & Sohn“. Das Unternehmen wurde zunächst als Offene Handelsgesellschaft geführt und später in eine Kommanditgesellschaft umgewandelt.
Nach seinem frühen Tod – er überlebte seinen Vater nur um ein Jahr – führte seine Witwe zusammen mit ihrem Schwager Fritz Haas (1823–1900)  das Unternehmen zunächst weiter.
Der Sohn Rudolf stieg in die Firma ein und wurde, gemäß dem Testament seiner Mutter aus dem Jahr 1894, der Erbe des Unternehmens.